# (32392) 2000 QF207
2000 QF207 (asteroide 32392) é um asteroide da cintura principal. Possui uma excentricidade de 0.06249960 e uma inclinação de 9.89645º.
Este asteroide foi descoberto no dia 31 de agosto de 2000 por LINEAR em Socorro.